# 鳥取縣
35°27′N 133°46′E / 35.450°N 133.767°E
鳥取縣（日语：／〔〕 Tottori ken */?）是日本本州西部山陰地方的一個縣。鳥取縣北臨日本海，東側和兵庫縣相鄰，南側和岡山縣、廣島縣接壤，西側是島根縣。鳥取縣屬於日本海側氣候，是西日本首屈一指的豪雪地帶之一。鳥取縣的面積在47個都道府縣中排名第41位，總人口位居日本所有都道府縣末位，人口密度也非常低。鳥取縣也是日本市數最小的縣，一共只有四個市（鳥取、米子、倉吉和境港），縣廳位於東部的鳥取市。
另一方面，鳥取縣也有自己獨自的特色。鳥取縣擁有日本最大的觀光沙丘之一鳥取沙丘，並且是日本重要的梨產地。2015年度，鳥取縣西部的境漁港是日本捕魚量第三多的漁港。鳥取縣一般可按歷史和文化分為東部的因幡地方和西部的伯耆地方，前者和北近畿及京阪神之間的交流較多，後者則和島根縣東部的出雲地方關係密切。
「鳥取」這一地名來自於古代的鳥取鄉。古代的鳥取平原多沼澤，容易捕捉聚集在水邊的鳥類。當時這裡居住有捕捉鳥類並以此繳稅的鳥取部。

## 歷史
鳥取縣的大山裾野丘陵出土了舊石器時代後期的黑曜石製和安山岩製石器:19。縣內的大型彌生時代的遺跡有妻木晩田遺跡、青谷上寺地遺跡等地。古墳時代之後，鳥取縣內也發現了四角突出型方形墳墓等日本海沿岸特有的古墳，例如倉吉市的阿彌大寺遺跡:22。進入4世紀後，鳥取縣內古墳的畿內色彩逐漸增強，規模也有擴大。這一時期的代表古墳有國分寺古墳等前方後圓墳:22。古墳時代中期，鳥取縣內的古墳巨大化達到頂峰。這一時期的古墳大多集中在湖泊附近的山地，並出土了來自東亞大陸的文物:22。
在7世紀時律令制實施之後，鳥取縣內開始分為因幡國和伯耆國兩國，並興建了國府和國分寺:24。然而在9世紀中期之後，律令制開始解體，地方豪族成為各地新的支配者:25。因幡和伯耆兩國也在11世紀之後進入莊園支配的政治體制:26。鎌倉時代時，伯耆有31個莊園，因幡有12個莊園:27。室町時代時期，山名氏被任命為因幡、伯耆兩國的守護，成為鳥取地區的統治者:28。進入戰國時代之後，尼子氏和毛利氏先後控制因幡、伯耆兩國。但在16世紀後期的中國征伐中，豐臣秀吉的軍隊攻占了鳥取地區:29。關原之戰之後，德川家康對因幡、伯耆兩國的大名進行大幅調整。直到1617年（元和3年），池田光政被封為鳥取藩主，管轄因幡、伯耆兩國，鳥取地區的政局才開始穩定:31。江戶時代的鳥取藩石高達32萬石，是在所有藩中排名第13位的大藩。池田光政選擇鳥取城為藩政中心，大幅擴建了鳥取城下町，並且修整了鳥取縣內的交通網:33。池田氏進行新田開發以發展農業，但鳥取藩在江戶時代仍多次發生飢荒並引發一揆:35。伯耆地方在江戶時代是棉、鐵重要產地之一，工礦業因此有一定發展。因幡地方的工業則以造紙業為主:36。
1871年，日本實施廢藩置縣，鳥取藩被鳥取縣取代。成立之初的鳥取縣範圍不僅包括現在的鳥取縣，還包括了隱岐群島和播磨國的部分地區。1876年，鳥取縣被併入島根縣。這引發了當地士族的強烈反彈，掀起鳥取縣再置運動，使得鳥取縣在1881年得以重新設立。鳥取縣也是現在日本所有縣中唯一一個管轄範圍和舊藩完全一致的縣:528。由於交通不便，鳥取縣的近代化進程較為滯後，直到1902年才開通了首條鐵路。1908年，山陰本線通車至鳥取站，並在4年後實現全線通車，使得鳥取縣內的鐵路交通大幅改善:43。明治維新之後，外國產的廉價棉花大量進入日本，導致鳥取縣西部的主要產業之一棉花種植業遭到嚴重打擊，使得當地不少農民改為養蠶。但絲綢產業也在一戰結束之後陷入蕭條。20世紀初期，二十世紀梨開始在鳥取縣內普及，成為鳥取縣內最主要的果樹品種:41。1930年代之後，隨著日本國內的戰爭氣氛日益高漲，距離朝鮮半島頗近的鳥取縣西部開始受到矚目。當局在境港修建了大型港口，並開通了米子至京城和新京的日本海縱貫航線:45。1943年9月10日，鳥取縣發生1943年鸟取地震，造成1,210人死亡，6,610棟住宅完全被毀:46。1945年，鳥取縣也開始遭到美軍空襲。同年在境港還發生了軍用船火藥爆炸事件，造成超過120人死亡，432戶住宅被毀:46。
鳥取縣在戰後一度被盟軍佔領，並開始進行土地改革、市町村大幅合併等改革:46。戰後日本雖然實現經濟高速成長，但鳥取縣卻因嚴重的人口外流問題而出現過疏的問題。為解決這一問題，鳥取縣自1960年代開始積極招商引資，試圖實現工業化:47。1966年，包括鳥取縣西部在內的中海地區被指定為新產業都市。鳥取縣的人口也因此有所回升。在1990年代，鳥取縣完成了米子機場和鳥取機場的大型化工程，並開通了米子自動車道，鳥取縣的對外交通有大幅改善。但另一方面，受到老齡化和少子化影響，鳥取縣的人口再次開始持續減少，造成經濟活力低下等新的問題。

## 地理

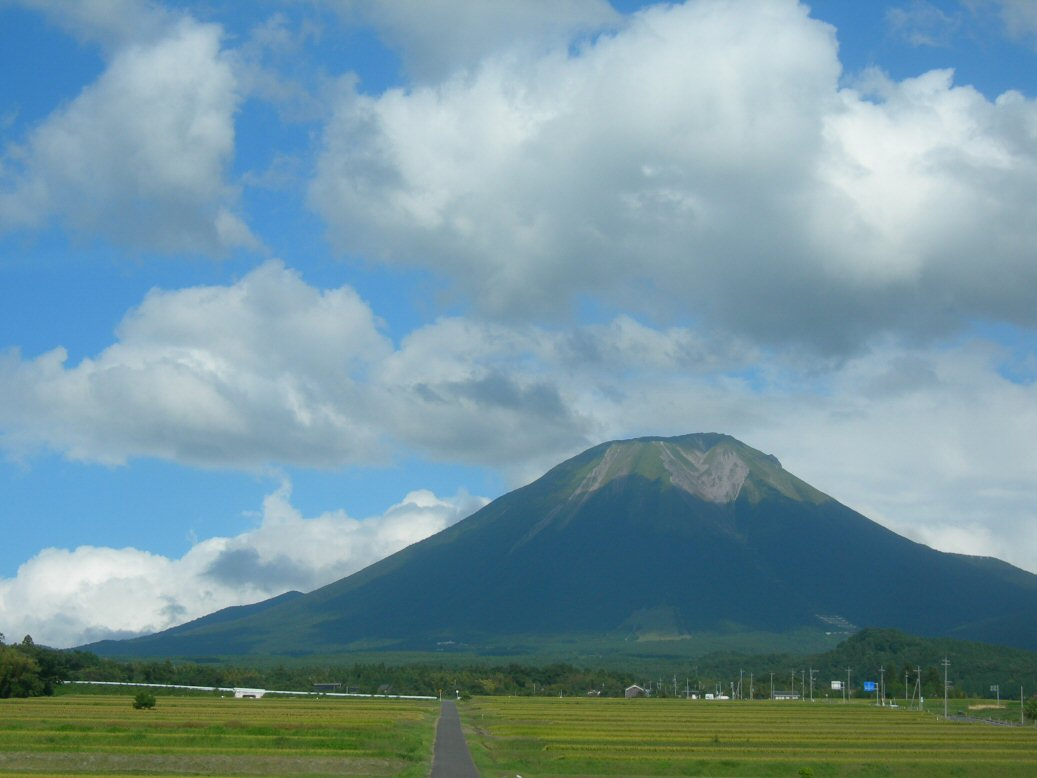
大山

鳥取縣面積3,507.13平方公里，是日本面積第41大縣，約佔日本總面積的1%。鳥取縣東西寬約120公里，南北長約20至50公里，形狀東西狹長。鳥取縣地形多山，山地面積佔縣總面積的86%，縣內山區多屬中國山地，其中大山、冰之山、扇ノ山是火山:19。位於鳥取縣西南部的大山標高1,709米，有「伯耆富士」之稱，是鳥取縣和中國地方的最高峰。鳥取縣境內的三大主要水系是東部的千代川、中部的天神川、西部的日野川，這三大水系形成的沖積平原是鳥取縣內的主要平地。鳥取縣三大主要城市鳥取市、倉吉市、米子市就位於這三個平原地區:122。鳥取縣的沿海地區多潟湖，縣內主要湖泊湖山池、東鄉池、中海都是潟湖:20。鳥取縣海岸線全長約130公里，較為平直。位於鳥取縣東部的鳥取沙丘東西寬16公里，南北長2.4公里，中心地區面積146公頃，是日本最大的沙丘之一。岩美町的浦富海岸屬於溺灣地形，海岸線複雜，是鳥取縣著名觀光景點之一。鳥取沙丘和浦富海岸均被劃入山陰海岸國立公園。

### 氣候
鳥取縣全境均屬於日本海側氣候，屬於豪雪地帶。鳥取縣在春季至秋季多晴朗天氣，但在冬季受西北季風影響，多雨雪天氣和陰天。鳥取縣的氣候可以分為以鳥取市為中心的東部地區，包括倉吉市、米子市在內的中西部地區。東部地區在冬季的降雪量比西部更多。鳥取縣山麓地區的降雪量又比沿海地區更多，氣候也更加寒冷。

## 人口
1870年時，鳥取藩有人口371,659人:48。鳥取縣是人口流出地區，人口長期以來增加緩慢。1920年日本首次人口普查時，鳥取縣有人口454,675人。1940年人口普查時則有484,390人:48。二戰結束之後，由於軍人復原和部分日本移民返鄉，鳥取縣人口一度急速增加，1955年時達到614,259人:48。在經濟高速增長時期，由於人口流出，鳥取縣人口轉入減少，1970年時減少到568,777人:48。此後鳥取縣人口恢復增長。1988年，鳥取縣人口達到616,371人的峰值。此後由於老齡化、少子化的進展，鳥取縣的人口再次開始減少。2020年8月1日，鳥取縣人口有551,887人。鳥取縣是日本最早開始面臨老齡化問題的縣，自1997年開始人口的自然增長率就是負增長。人口外流是鳥取縣人口減少的另一主因。在1950年代至1960年代的經濟高速成長時期，鳥取縣每年人口外流超過4,000人。此一情況在1970年代後期曾有所緩解，但在1980年代再次開始人口外流。1990年代時，鳥取縣人口一度停止外流。但在2000年代之後再次成為人口外流縣。2015年，鳥取縣的總和生育率有1.69，高於日本平均值1.46，排名日本第四位。鳥取縣現在積極吸引外地人口移居鳥取，試圖降低人口減少的速度。

## 政治

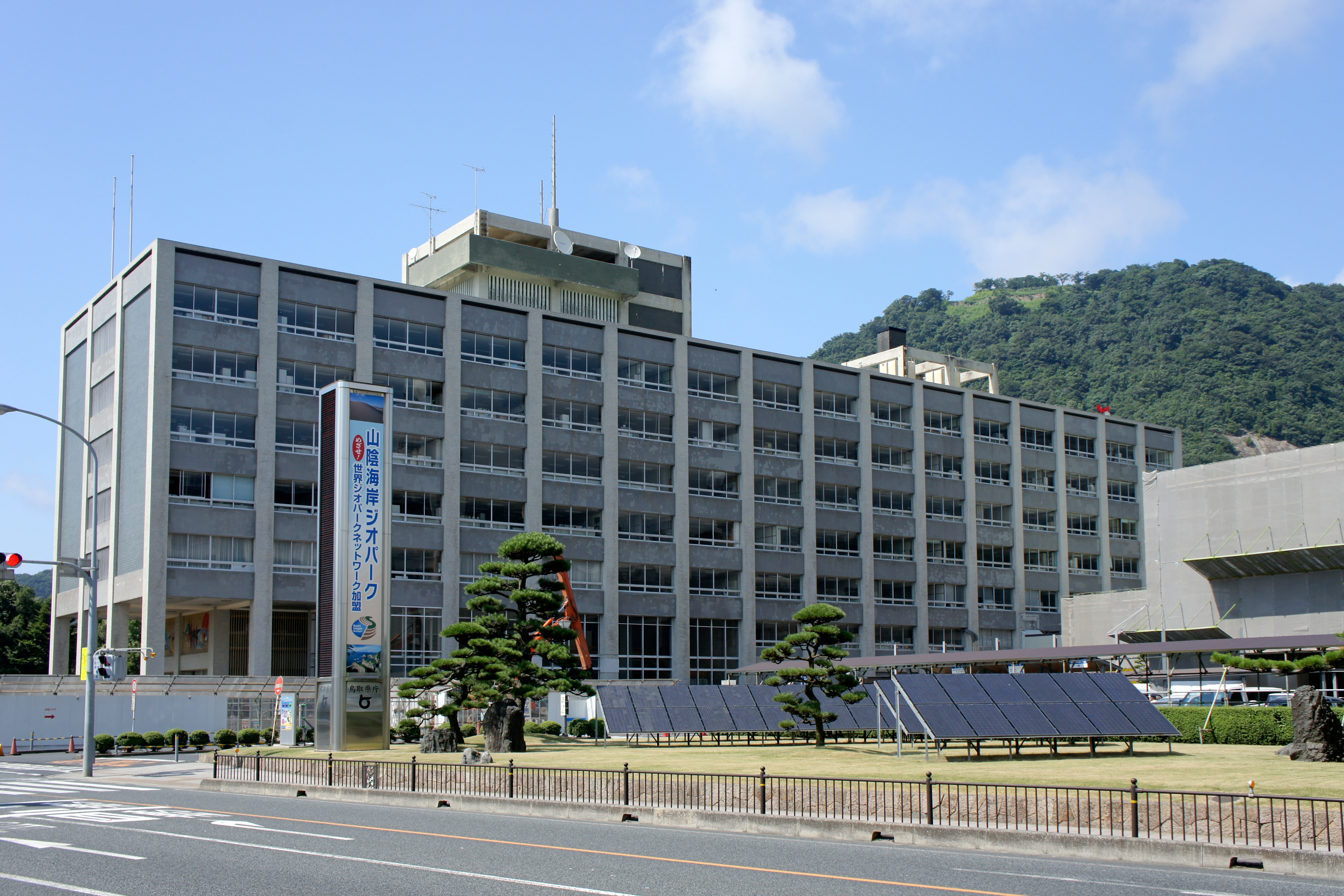
鳥取縣廳

1996年日本導入小選舉區制之後，在眾議院選舉中，鳥取縣被劃分為2個選舉區。鳥取縣第1區和鳥取縣第2區都是自民黨佔據壓倒性優勢的選區。石破茂自1996年以來就壟斷了鳥取1區的議席。自2005年以來，鳥取2區的歷任眾議員也是自民黨人士。在參議院選舉中，鳥取縣原本屬於鳥取縣選舉區，共有2名議員。但為緩解票票不等值問題，鳥取縣已和同樣人口較少的島根縣選舉區合併為鳥取縣·島根縣選舉區。
自1958年石破二朗當選以來，歷任鳥取縣知事都是保守派人士。現任鳥取縣知事是平井伸治。他在2007年首次當選，並在2011年、2015年、2019、2023年順利連任。鳥取縣議會共有35名議員，其中自民黨是最大黨派，有15名議員。鳥取縣財政狀況十分嚴峻，財政力指數只有0.25，在日本47個都道府縣中排名倒數第三。

### 行政區劃
鳥取縣廳除了本廳之外還設有中部、西部綜合事務所。本廳管轄範圍包括鳥取市、岩美町、若櫻町、智頭町、八頭町。中部綜合事務所管轄範圍包括倉吉市、三朝町、湯梨濱町、琴浦町、北榮町。西部綜合事務所管轄範圍包括米子市、境港市、日吉津村、大山町、南部町、伯耆町、日南町、日野町、江府町。

## 經濟

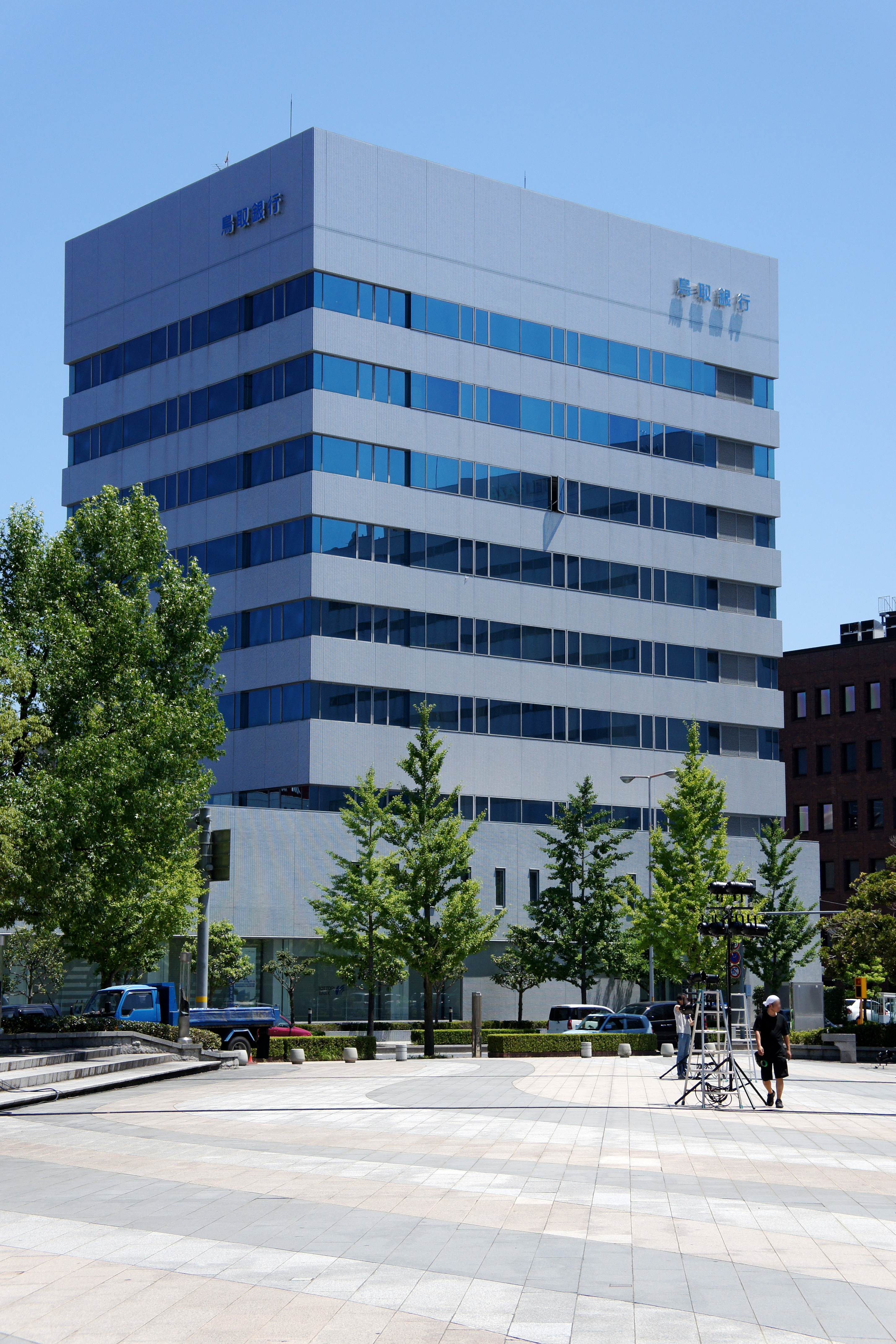
鳥取銀行

2014年度，鳥取縣的縣內生產總值有17,792億日元，人均縣民所得233萬日元，相當於日本平均值的約八成。就地區分佈來看，鳥取縣東部和西部地區的人均所得略高於全縣平均值，中部地區則大幅低於縣平均水準。

### 第一產業
第一產業佔鳥取縣經濟總量的2.1%。2015年時，鳥取縣有販賣農家17,846戶，農業就業人口26,126人，經營耕地面積24,683公頃。耕地面積佔鳥取縣總面積的約10%，低於日本平均值。鳥取縣平原地區的農業生產以水稻為主，山區和丘陵地區的農業生產則以果樹、畜牧業為主。鳥取縣是日本重要的梨產地，其中又以二十世紀梨最為著名，產量高居日本第一。鳥取縣的其他主要農產品還有西瓜、青花菜、蔥、山藥等，其中西瓜產量位居日本第四位。近年鳥取縣政府實施「食都鳥取」等活動，積極促進鳥取縣產農產品的品牌化。

### 第二產業
2014年度，鳥取縣工業品生產金額有6,804.21億日元，其中以電子零件佔比重最大，其次是食品、造紙、電機。在地區分佈上面，則是以鳥取市佔比最多，其次是米子市。倉吉市和境港市則金額差距較小。江戶時代的鳥取藩造紙和製鐵工業發達。但在近代，由於交通不便和市場規模較小，鳥取縣的工業化較為滯後。鳥取縣自1960年代開始積極招商，並吸引三洋電機等大企業開始在鳥取設廠，工業化取得一定成就:140。但在1990年代之後，由於日本國內製造業外移傾向明顯，鳥取縣內的傳統工業也面臨嚴峻局面。現在鳥取縣正積極發展精密機械、化學、IT等新產業:141。

### 第三產業
鳥取縣內主要的地方銀行有山陰合同銀行和鳥取銀行，其中鳥取銀行是唯一一家總部位於鳥取縣的銀行。零售業和批發業是鳥取縣經濟中比重最大的產業。2014年，鳥取縣的零售業銷售額有5,438億日元，批發業銷售額有6,191億日元。鳥取市是鳥取縣內零售業銷售額最多的城市，但批發業銷售額最多的城市則是米子市，合計金額也是米子市最多。兩市合計佔鳥取縣內批發銷售額的八成以上，零售銷售額的六成以上。鳥取縣內主要的零售企業有以鳥取縣東部為地盤的Sunmart和以鳥取縣西部及島根縣為地盤的丸合等。2015年，鳥取縣的觀光客數達1,044萬人，比前一年增加了3.5%，為鳥取縣帶來685.46億日元的消費。
鳥取縣的觀光地中以鳥取沙丘觀光客最多；其次是著名漫畫《鬼太郎》的作者水木茂成長的境港地區，境港市因此設有「水木茂記念館」，市內文創商店街水木茂大道，也是發掘出地方人文特色促成經濟復興的地方創生成功案例之一；第三多則為鳥取梨花溫泉鄉。

## 文化

### 方言
鳥取縣西部的伯耆地方使用西伯耆方言，和島根縣東部出雲地方的出雲方言同屬雲伯方言。西伯耆方言是一假名方言的一種，發音相同:4。鳥取縣中部地區的倉吉方言和東部地區的因州方言則屬於東山陰方言，和雲伯方言在發音上有較大不同:4。鳥取縣的方言是保留了較多古日語特徵的方言之一:30。

### 飲食
鳥取縣著名的傳統家庭料理有炒油豆腐飯、大山御強、紅豆雜煮等，使用豆類的食品較多。值得一提的是，鳥取縣的人均咖啡消費額和咖哩消費額位居日本前列，鳥取縣近年也將咖哩文化作為鳥取的觀光名片之一。牛骨湯麵亦是鳥取縣的其中一種特產，而根據當地人所說，早於六十年代當地已有牛骨湯麵。

### 節慶活動

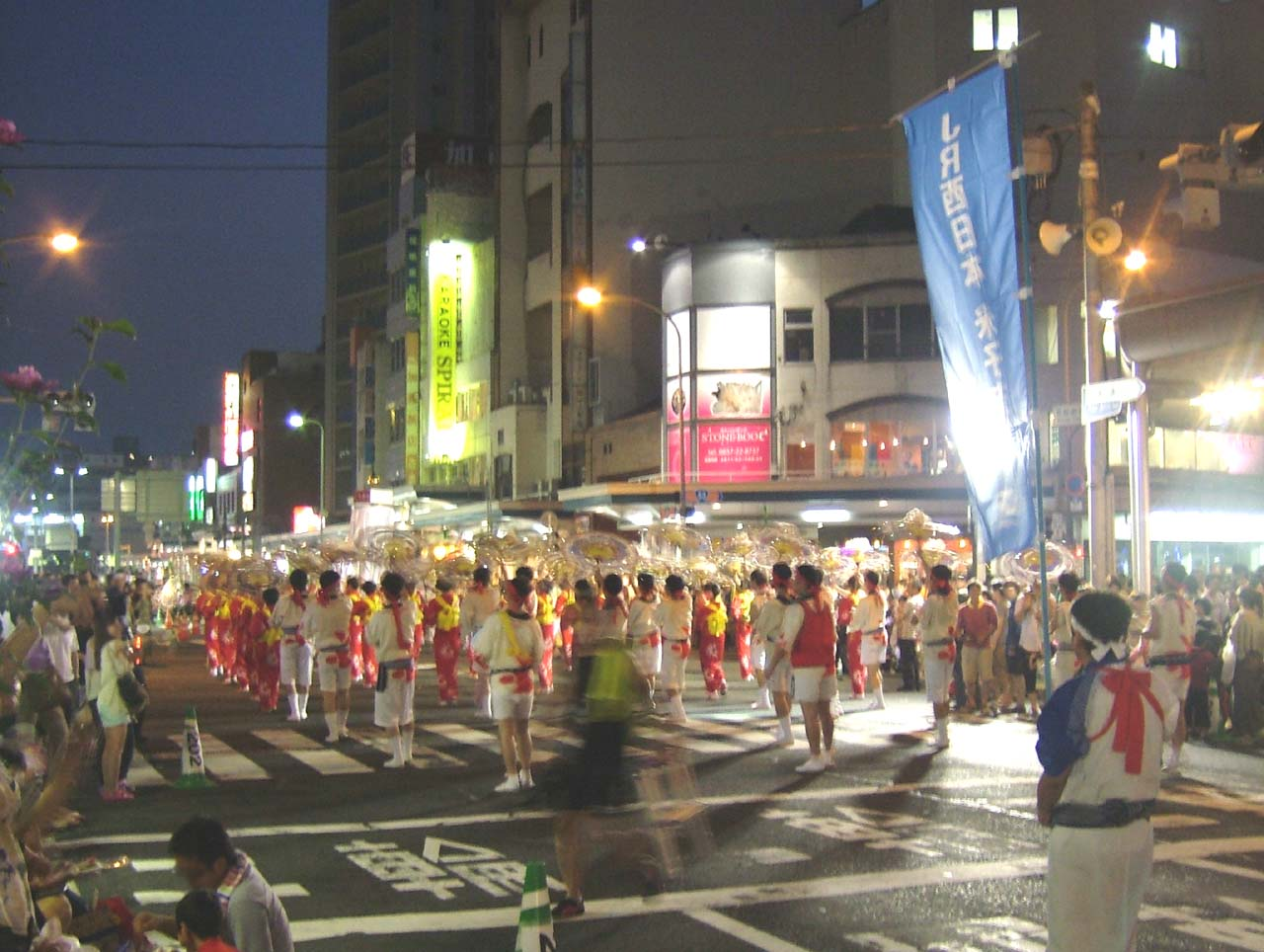
鳥取傘節

鳥取縣具代表性的大型節慶活動有鳥取市的鳥取傘祭和米子市的米子大祭。鳥取傘祭於每年8月中旬舉辦，於1965年開始舉行，是鳥取市最大規模的節慶活動。現在鳥取傘節每年吸引超過20萬人觀光客，並且被金氏世界紀錄認定為世界最大的傘舞。米子大祭於每年八月上旬舉辦，前後舉辦兩天，在最後一天有大規模的煙花大會。

### 漫畫

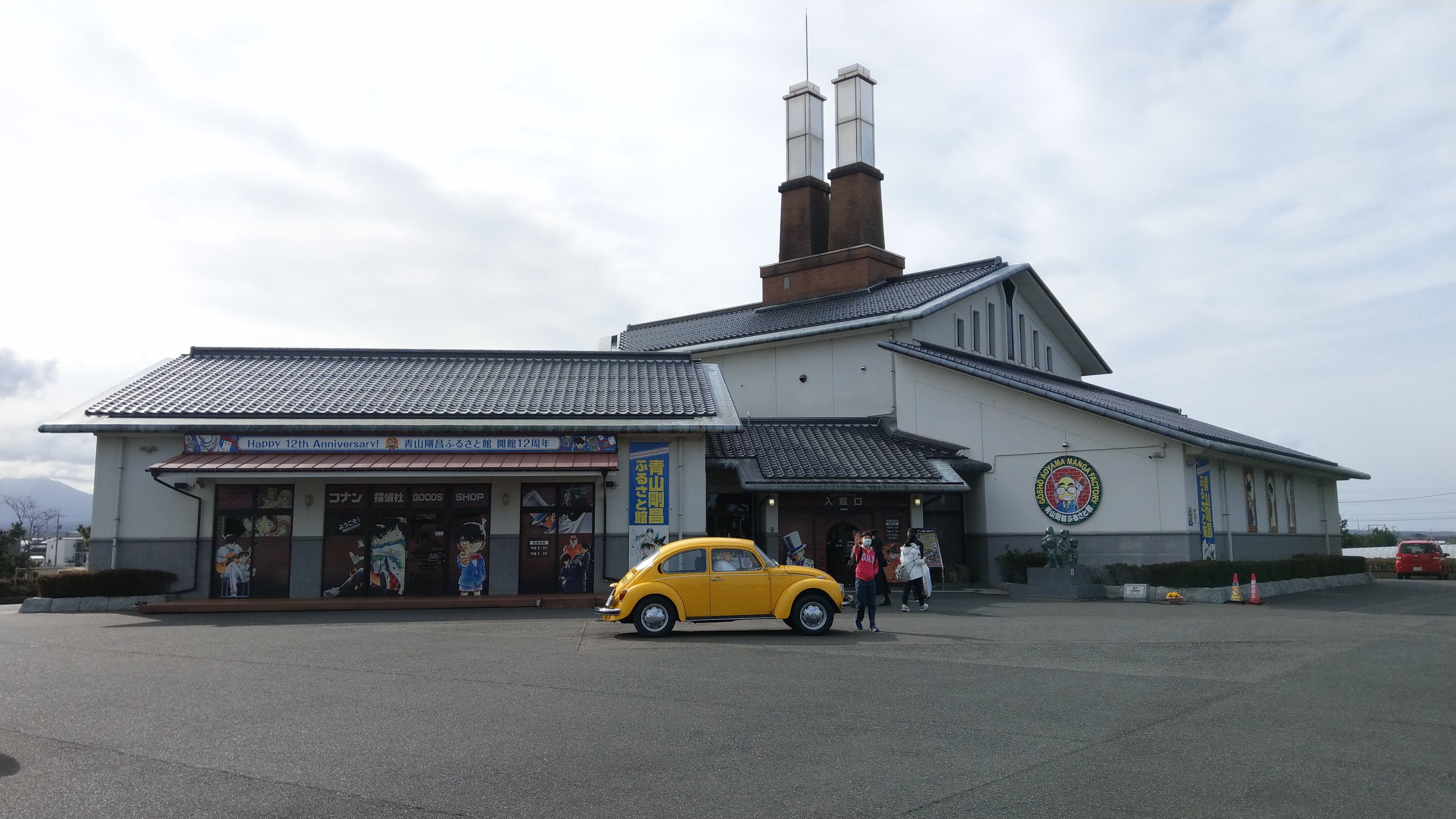
位于北荣町的青山剛昌故鄉館

鳥取縣漫畫家輩出，有「漫畫王國」之稱。鳥取縣出身的漫畫家中最著名的有《鬼太郎》的作者水木茂、《孤獨的美食家》作畫谷口治郎、
《名偵探柯南》的作者青山剛昌。鳥取縣現在將漫畫文化作為鳥取縣重要的觀光資源之一加以宣傳，積極舉辦各類動漫活動，並在水木茂故鄉境港市創設「鬼太郎之路」。JR西日本還在鳥取縣內運行名偵探柯南和鬼太郎的彩繪列車。

### 媒體
日本海新聞是鳥取縣內最大的地方報紙，以鳥取縣、島根縣東部和兵庫縣但馬地區西北部（美方郡）為主要發行地區，是鳥取縣內市場佔有率最高的報紙。鳥取縣自1959年開始播出電視節目。現在鳥取縣內的電視台有NHK鳥取放送局、山陰放送（JNN系，位於米子市）、日本海電視台（NNN系，位於鳥取市）。此外由於鳥取縣和島根縣共享一個電視收視區域，鳥取縣內也能收看總部位於松江市的山陰中央電視台的節目。

### 體育
鳥取縣有鳥取飛翔一家J聯賽球隊，現在參加日本職業足球丙級聯賽的比賽。鳥取縣內還有僅限縣內球隊參加的足球聯賽。

### 教育
鳥取大學創建於1949年，由米子醫科大學、米子醫學専門學校、鳥取農林専門學校、鳥取師範學校、鳥取青年師範學校合併而成，是鳥取縣唯一的國立大學。鳥取大學有學藝學院、醫學院和農學院三個學院。其中學藝學院和農學院位於鳥取市，醫學院位於米子市。鳥取縣還有公立鳥取環境大學一家公立大學，鳥取看護大學一家私立大學。

## 交通

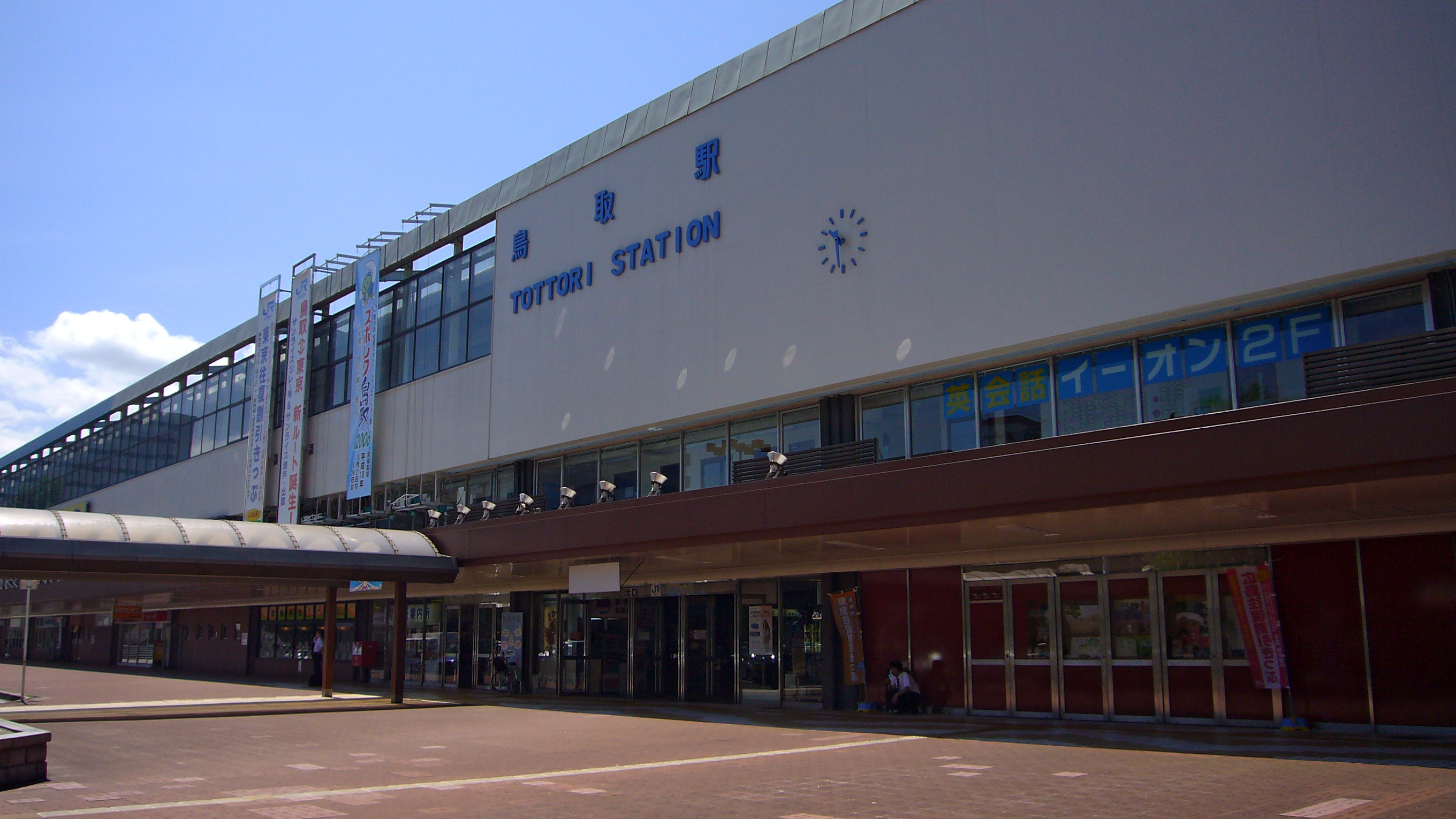
鳥取站

鳥取縣內的鐵路主要由西日本旅客鐵道（JR西日本）運營。JR西日本在鳥取縣內有橫貫鳥取縣內東西的山陰本線、連接岡山縣和鳥取縣西部的伯備線、連接岡山縣和鳥取縣東部的因美線、連接米子市和境港市的境線。鳥取Liner行駛於米子站和鳥取站之間，是鳥取縣內的鐵路交通大動脈。鳥取縣和他縣之間主要的特急列表有開往京阪神方向的超級白兔號列車、開往岡山站的超級因幡號列車、開往島根縣的超級松風號列車等。鳥取縣內還有由若櫻鐵道運營的若櫻線以及智頭急行運營的智頭線兩條路線。
鳥取縣內有鳥取自動車道、米子自動車道、山陰自動車道、鳥取豐岡宮津自動車道四條高速公路。鳥取縣內的高速巴士主要由日之丸自動車和日本交通兩家公司運行。鳥取縣有鳥取機場和美保飛行場兩個機場。鳥取機場又名鳥取沙丘柯南機場，位於鳥取市西北部，主要服務鳥取縣東部及中部，開業於1967年，跑道長2000米，年乘客數超過34萬人。現在鳥取空港有飛往東京的定期航線。美保飛行場又名米子機場或米子鬼太郎機場，位於境港市和米子市的交界處，是一座軍民共用機場。美保飛行場開業於1969年，跑道長2500米。現在美保飛行場有前往東京、首爾、香港的定期航線。華信航空，由台中直飛日本鳥取航線於2019年9月4日開航。 

## 觀光

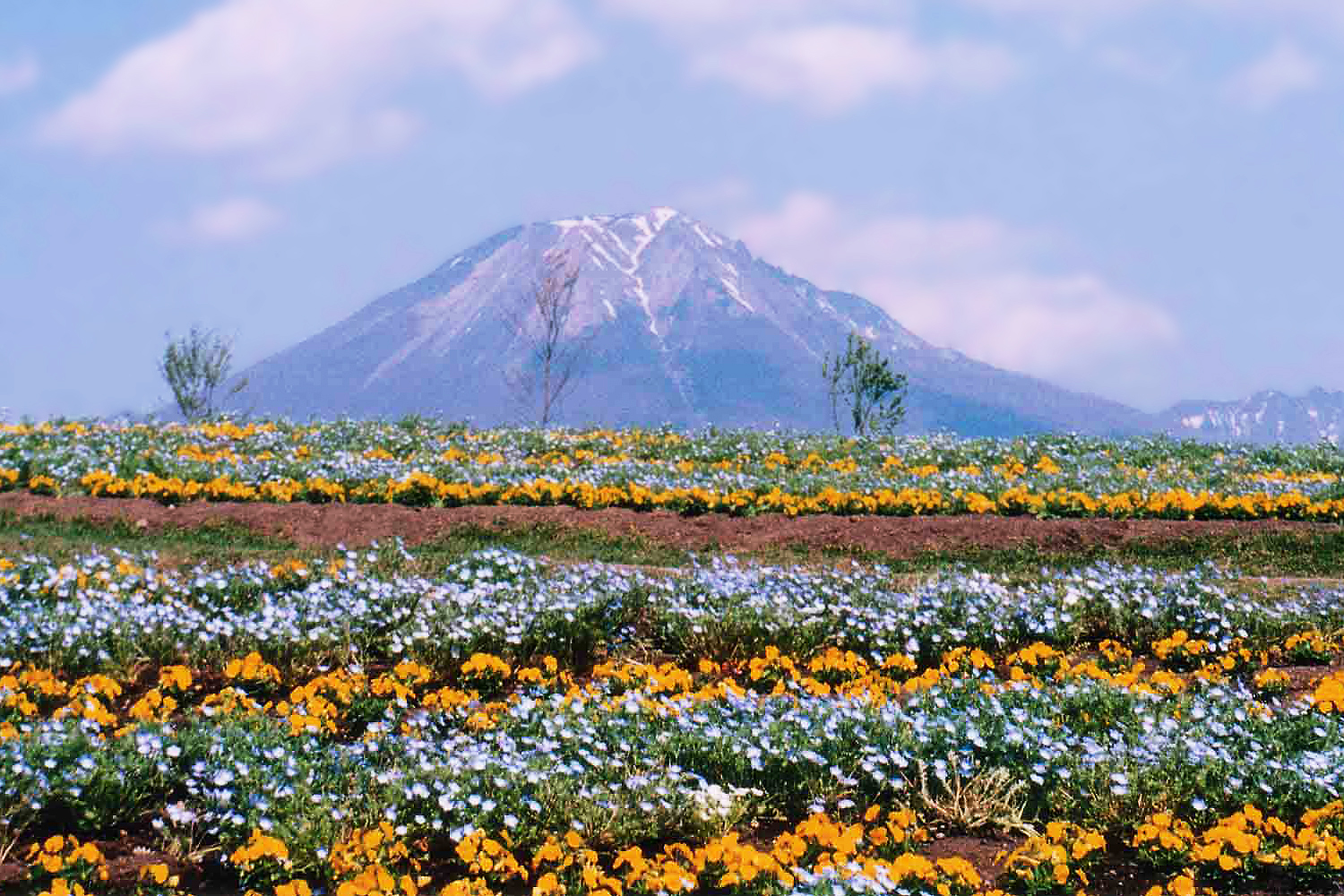
鳥取花迴廊和大山

鳥取縣中部的三佛寺以懸空寺建築投入堂著稱，是珍貴的平安時代密教建築，被列入日本國寶。若櫻町的不動院岩屋堂同樣是一座修建在山中的建築，和三佛寺的投入堂都是日本三大投入堂之一，被列入重要文化財。日本100名城之一的鳥取城集合了多個不同時代的城郭建築，有「城郭博物館」之稱。位於鳥取城境內的仁風閣是山陰地方珍貴的現存木製西洋式建築。境港市是漫畫家水木茂的故鄉，市內商店街水木茂路以水木茂的漫畫作品《鬼太郎》為主題，也是地方商店街活性化的成功案例之一。
鳥取縣內有兩個山陰海岸國立公園和大山隱岐國立公園兩個國立公園，冰之山後山那岐山國定公園和比婆道後帝釋國定公園兩個國定公園。鳥取的兩大海岸觀光地鳥取沙丘和浦富海岸都位於山陰海岸國立公園內。鳥取縣的地標大山位於大山隱岐國立公園內，登山活動盛行。同樣位於鳥取縣西部的鳥取花迴廊是日本最大規模的花園之一。鳥取縣內溫泉度假地眾多。西部的皆生溫泉有「山陰的熱海」之稱。中部的三朝溫泉被列入日本百景，擁有850年以上的歷史。羽合溫泉和東鄉溫泉位於東鄉湖濱，以獨特的湖景而著稱。
由於鳥取縣的螃蟹捕捉量為全日本最高的，因此近年在推展觀光時會此用「蟹取县」的暱稱來宣傳當地的螃蟹。

## 外部連結
维基共享资源上的相關多媒體資源：鳥取縣
- 官方网站
- 鳥取県広報課的X（前Twitter）
- 鳥取県広報課的Facebook專頁
- 鳥取縣觀光聯盟 （页面存档备份，存于）